# Entrust
Entrust公司是一家价值1.3亿美元的私营软件公司，拥有350名员工。该公司最初分拆自北电网络（Nortel）的安全网络（Secure Networks）部门，提供身份管理安全软件，并在公開金鑰基礎建設（PKI）、多重要素驗證、SSL证书、欺诈检测、電子證書以及移动身份认证领域提供服务。公司总部设于Dallas-Fort Worth Metroplex，最大的办事处位于加拿大安大略省渥太華，其还在伦敦、東京都、华盛顿哥伦比亚特区等城市设有办事处。
Entrust报告称拥有遍布60个国家的公共与私人客户，在身份认证、物理/逻辑访问、证书、电子内容交付等领域有125项已授予和待批准的专利。
该公司以前是一家上市公司，2009年7月被美国私募股权公司Thoma Bravo以1.24亿美元收购。
2013年12月，Datacard集团宣布收购Entrust Inc。